# Agent Aika
Agent Aika é um anime ambientado em Tóquio, 20 anos após um terrível terremoto que deixou quase todo o mundo submerso. Sumeragi Aika é uma mestra em artes marciais, e também uma salvager, uma agente que trabalha em um Grupo de Resgate que recupera objetos (geralmente de valor) e dados importantes nas cidades submersas.
De acordo com a página oficial de Agent AIKa, a sua nova continuação será na verdade um OVA, e não um seriado de televisão (o que há restrição no conteúdo). Foi lançado em 23 de março de 2007.

## História
A história tem início quando o Aika recebe a missão de recuperar Lagu, uma nova fonte de energia. Pela falta de opções (dinheiro), Aika resolve aceitar o trabalho, mas quando chega ao local combinado, descobre que é tudo uma grande cilada.
Recebendo a ajuda de sua parceira Rion, ela consegue se infiltrar na base inimiga e passar por difíceis situações. Quando a história fica perigosa para ela, é só usar o Metal de Ortanato que a deixa muito mais forte e rápida, além de mais bonita. O efeito negativo é que esse metal às vezes causa uma dupla-personalidade, deixando-o apenas para situações de vida ou morte.
Com o desenrolar da história, Aika descobre que Lagu é na verdade o causador do terremoto que inundou o mundo, e um psicopata quer usar a energia do Lagu para criar uma terrível onda de energia e destruir a Terra por completo.
O anime é dividido em duas partes. Na primeira, Aika tem que salvar o mundo da destruição pelo Lagu. Na segunda, ela tem que fugir de assassinas que a todo custo querem sua cabeça, por estragar os planos da corporação onde trabalham.

## Personagens
Aika SumeragiA personagem central da história, e a mais habilidosa em todas as áreas. Tem um passado misterioso. Está constantemente competindo contra Gusto na atividade de resgate. É o protótipo da pessoa ideal.
Aida GouzoDono da K2 corporation, um dos primeiros operadores de salvaging, pai de Rion e praticamente pai adotivo de Aika.
Alexymetalia MaypiaUma espião do governo contratada para conseguir informações acerca do Lagu infiltrando-se no exército de Hargen vestida como uma Black Delmo.
B.A. BandoraParceiro de Gust. É o responsável, na empresa de Gust, por obter e processar as informações necessárias para o trabalho de resgate de objetos. É bastante pragmático e objetivo, o que não o impede de ajudar em determinadas "causas perdidas".
Black DelmosO mais baixo nível na hierarquia das Delmos. Encarregada das missões mais simples e dos ataques em massa com combate corpo-a-corpo. São as menos hábeis de todas.
Blue DelmosOficiais de nível médio. Elas utilizam armas variadas, como pistolas, fuzis e lança-mísseis. Normalmente vistas fazendo a segurança de navios e de instalações das Delmos.
White DelmosO nível mais alto na hierarquia. Na primeira parte da série, reportam-se diretamente a Hargen. Após a morte deste, assumem o controle das operações. Na segunda parte, formam um conselho ou estado-maior, sendo lideradas pela que era originalmente a comandante da "nave" de Hargen.
Golden DelmosAs agentes de elite. Só aparecem na segunda parte da série. Dado que pelo menos uma delas era uma Blue Delmo na primeira parte da série, é possível supor que este grupo tenha sido criado após a morte de Hargen. O único grupo do qual se sabe o nome de todas as integrantes.
Rudolf HargenA mente do mal. Mesmo tendo sido contratado pelos militares para achar Lagu, o quer por motivos próprios. É um cientista que vê Lagu como algo além de simples fonte de energia. Gosta de comandar o seu exército. Passivo mas calculista. Planeja repopular a Terra usando seu próprio material genético e o de suas Delmos.
Nena HargenA irmã mais nova de Rudolf. Violenta e possessiva. Quase tão boa em lutas quanto Aika.
Gust TurbulenceSalvager que conseguiu crescer no negócio. Ganha bastante dinheiro e tem mais recursos que a K2 corporation, embora aparentemente lhe falte um tanto de ética. É um tanto quanto imaturo e "filhinho de papai", mas é indubitavelmente habilidoso tanto na sua profissão quanto em lutas e no uso de armamentos diversos. É apaixonado de verdade por Aika, mas nunca teve coragem para convidá-la para sair. Aparentemente, Aika não sabe disso ou, se sabe, finge não saber.
Aida RionParceira de Aika e a filha do chefe. Quer dirigir melhor os negócios, mas seu pai mantém as suas políticas. Não gosta de ser posta de lado em uma transação nem deixar Aika fazer todo o trabalho sozinha.

## Mangá
O mangá foi lançado com apenas 1 volume.

## Anime
O anime foi produzido no formato OVA, contendo 7 episódios e 4 episódios extras voltados apenas para o público adulto.